# Pastouška

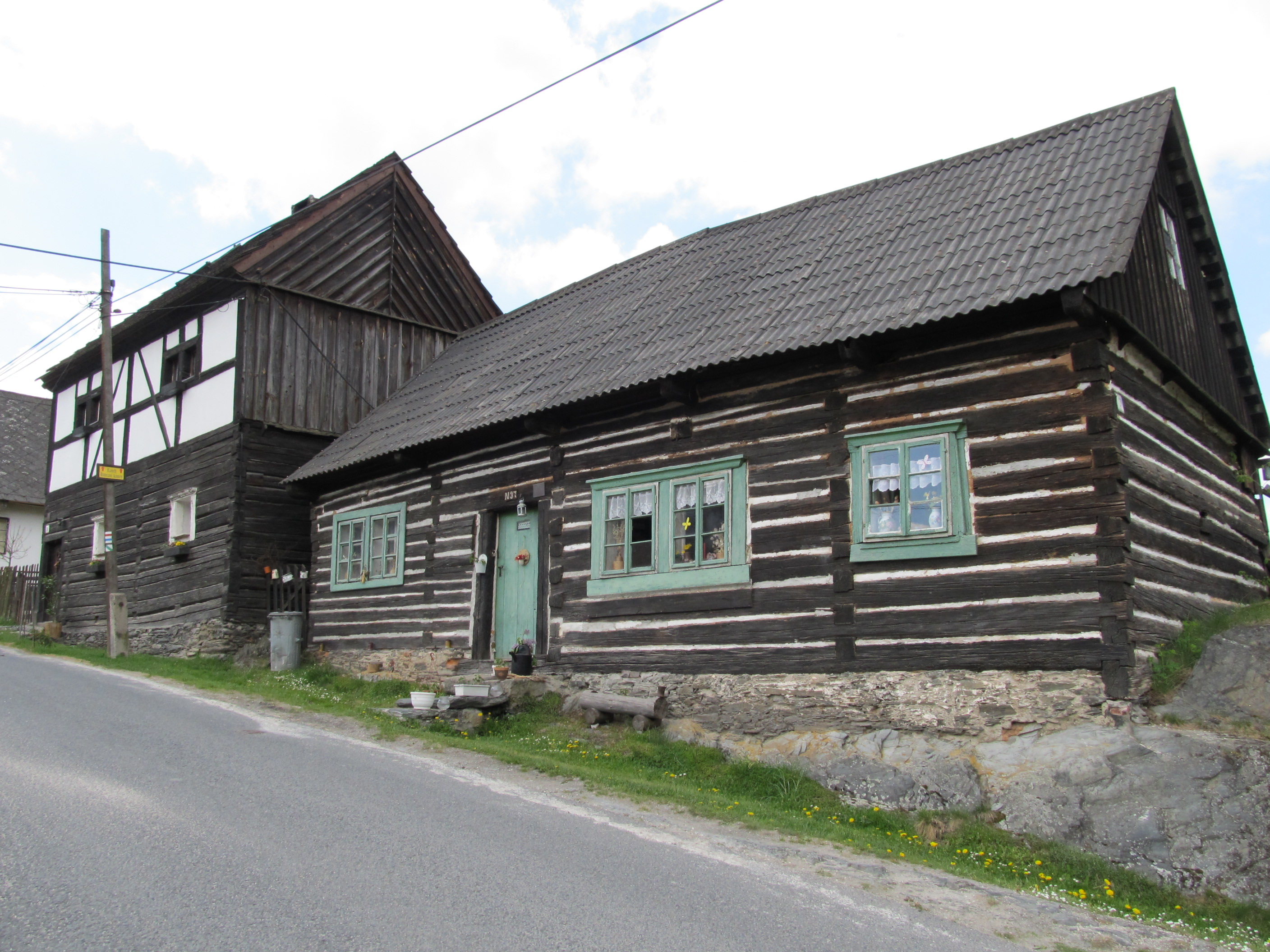
Pastouška v Rabštejně nad Střelou. Stavba z druhé poloviny 18. století s novějšími přístavky (budova v pozadí je špitál)

Pastouška je stavení, které původně sloužilo jako příbytek obecních pastýřů a sluhů, případně také sirotků a ponocných. Z Čech jsou chalupy pro pastýře archivně doloženy již ze 14. století. Po zániku společné pastvy dobytka (koncem 19. a počátkem 20. století) se obecní pastouška využívala pro bydlení obecních chudých (žebráků). Obecní pastoušky byly zpravidla přízemní roubené nebo zděné stavby, vnější úpravou a interiérem podobné příbytkům domkářů. Stály na návsi nebo na konci vesnice.